# پالچقلو (مراغه)
پالچقلو یکی از روستاهای استان آذربایجان شرقی است که در دهستان سراجوی شرقی بخش سراجو شهرستان مراغه واقع شده‌است . 